# Odlewanie odśrodkowe
Odlewanie odśrodkowe to metoda formowania elementów z metali, tworzyw sztucznych i ceramiki polegająca na wlewaniu ciekłego materiału do wirującej formy. Ciekły materiał wpływa przez układ wlewowy i jest dociskany przez siłę odśrodkową do powierzchni formujących.
Rozróżniamy trzy metody odlewania odśrodkowego.
1. Forma wiruje wokół własnej osi. Powierzchnia zewnętrzna detalu jest kształtowana przez powierzchnię formy, natomiast powierzchnię wewnętrzną detalu kształtuje siła odśrodkowa i siła ciężkości.
2. Jak wyżej z tą różnicą, że powierzchnię wewnętrzną kształtuje rdzeń umieszczony w formie.
3. Forma wiruje wokół osi przechodzącej przez główny układ wlewowy. Siła odśrodkowa wciska ciekły metal do przestrzeni formujących rozmieszczonych wokół układu wlewowego.
Metodą pierwszą i drugą formuje się detale obrotowe takie jak tuleje, rury, koła zębate, metodą trzecią detale o dowolnych kształtach, najczęściej drobne, precyzyjne.
Zalety odlewania odśrodkowego w odniesieniu do grawitacyjnego to lepsza jakość odlewów, bardziej jednorodna drobnoziarnista struktura, lepsze własności mechaniczne, mniejsze pory, mniejszy układ wlewowy. Istotną cechą odlewania odśrodkowego jest możliwość formowania rur wielowarstwowych, w których każda warstwa jest z innego metalu. Wady to ograniczenie kształtu i wielkości wykonanych odlewów i wysoki koszt urządzeń. Wirówka musi zapewnić dużą szybkość obrotową formy, do 2000 obr./min.
Odlewanie odśrodkowe stosuje się również do odlewania ceramiki. W stosunku do odlewania grawitacyjnego uzyskuje się odlewy o lepszym zagęszczeniu i mniejszej ilości defektów. Wadą jest możliwość segregacji cząstek gęstwy ceramicznej podczas wirowania.
Tworzywa sztuczne formuje się metodą odlewania odśrodkowego przez wprowadzanie do formy tworzywa w postaci ciekłej lub w postaci proszku. Przy skomplikowanych kształtach detali stosuje się wirowanie formy wokół dwóch przecinających się osi.
Metodą odlewania odśrodkowego kształtuje się szklane zwierciadła wielkich teleskopów do obserwacji astronomicznych. Powierzchnia swobodna wirującej stopionej masy szklanej tworzy pożądany kształt - paraboloidę obrotową. Aby uniknąć naprężeń wewnętrznych, studzenie odbywa się bardzo powoli. Trwa kilka miesięcy.